# Wai-Wai
La tribu des Wai-Wai fait partie de la population amérindienne du Guyana. Elle se situe dans la région la plus au sud du pays, connue sous le nom de Konashen. Cette tribu compte environ 2 672 membres : 2 502 membres au Brésil, 170 membres au Guyana.

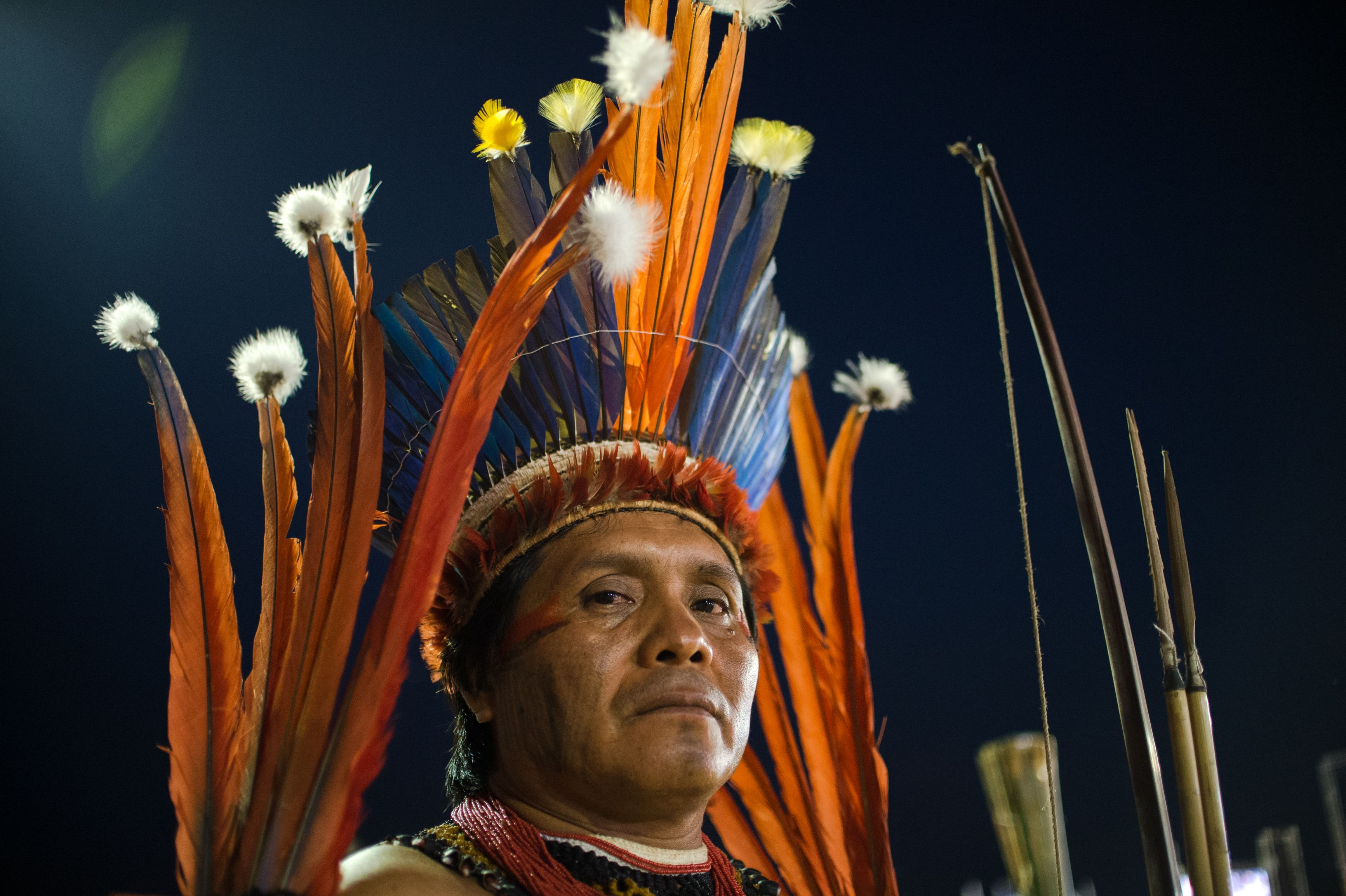
Indien de la tribu des Wai-Wai (Marcelo Camargo) 30 octobre 2015

## Histoire
Au XIXe siècle, certains Wai-Wai ont migré vers le nord du Brésil jusqu’au Guyana dans la région Konashen. Une nouvelle vague de migration a eu lieu au milieu du XXe siècle en raison de l’épidémie de grippe.

## Culture

### Religion
Selon les Wai-Wai, le yaskomo (médecin, chaman) serait capable de pratiquer un rituel nommé « Voyage astral », qui consiste à faire sortir le corps psychique (l’âme) du corps physique.
Le Voyage astral possède plusieurs fonctions : guérir, faire s’envoler l’âme pour communiquer avec les astres afin d’obtenir le nom des nouveau-nés, aider les êtres-vivants du fleuve Essequibo. 
De plus, le yaskomo aurait une connexion avec tous les éléments de la nature (eau, terre…).
La culture et la religion des Wai-Wai ont été très perturbées par l’influence des Occidentaux. Au Brésil, beaucoup se sont convertis au christianisme, alors que d’autres ont fui cette conversion.

### Famille
Dans la culture des Wai-Wai, les femmes jouent un rôle important. La popularité des hommes dépend de la qualité du travail fourni par l’épouse et de sa fertilité. Généralement les mariages se font entre cousins germains à partir de l'âge de 16 ans. La plupart des femmes se marient vers l’âge de 17 ans ; elles ne peuvent se marier que si elles ont eu leurs premières menstruations.
Pour les Wai-Wai, un père a le contrôle de la vie sentimentale de sa fille. Après le mariage de sa fille, il a l’autorité sur sa fille ainsi que sur son gendre.

### Caractéristiques
Les Wai-Wai sont connus pour être de très bons chasseurs, tisseurs, fermiers et pécheurs. Ils chassent de nombreux animaux comme les tatous, les cerfs, les tapirs, les toucans, etc. 

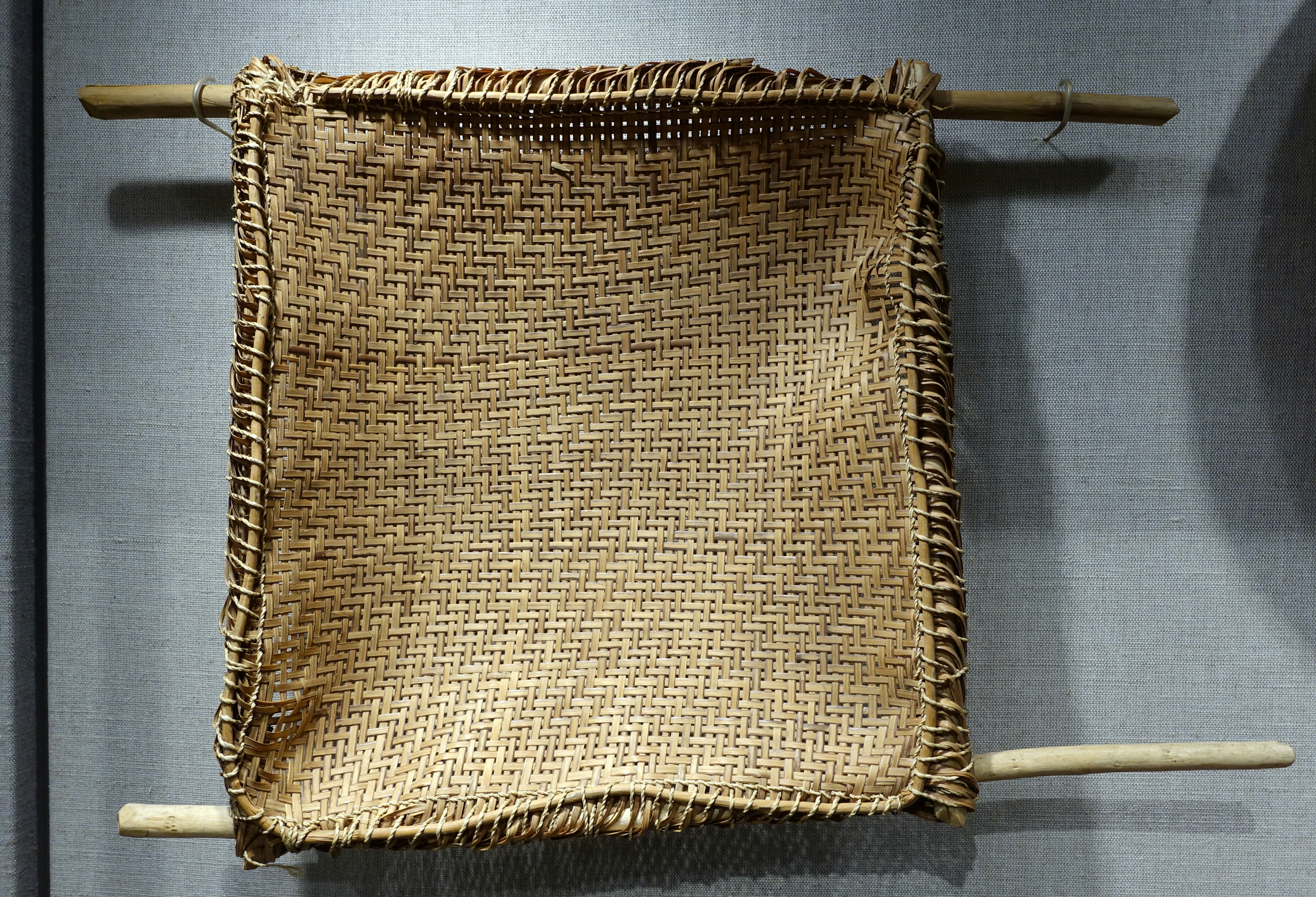
Panier tissé par les Wai-Wai (14 juin 2015)

Les femmes ont pour rôle de tisser les colliers de graines, les hamacs, mais aussi de fabriquer des râpes à manioc  et de faire de la poterie.
Les Wai-Wai cultivent du coton, de l’ananas, de la banane, de la canne à sucre, de la papaye, de l’igname, de la pomme de terre et beaucoup de manioc amer. 
Il y a des milliers de personnes qui parlent la langue des Wai-Wai, qui est le caribe.